# 田文仲
田文仲（1939年6月19日—），臺灣男演員、節目主持人，曾長期為臺灣電視公司（台視）服務。出生於河南開封，九歲時移居臺灣。

## 簡介
據2023年田文仲接受王偉忠專訪時自述，田文仲於1939年6月19日生於河南開封，九歲時移居臺灣。 田文仲是國立藝專（今國立臺灣藝術大學）影劇科演導組畢業，早年曾經擔任中國青年反共救國團幼獅廣播電台記者與教師；台視創立之初，經由影評人「老沙」鄭炳森的介紹，田文仲投效台視、並參演台視電視劇。
1971年，田文仲應國華廣告邀請，接任台視綜藝節目《田邊俱樂部》主持人。1980年代，田文仲轉型為主持人，主持代表作品為先後與春華及張月麗合作主持的台視電視交友節目《我愛紅娘》。1984年與1985年，田文仲與沈春華以《我愛紅娘》獲得第19至20屆金鐘獎綜藝節目主持人獎。1988年，田文仲因故離開《我愛紅娘》，《我愛紅娘》改由張月麗單獨主持。
1988年6月22日，台視演藝中心在台視贊助下成立「台視華夏劇團」，以「推展話劇運動，提升戲劇水準，增加演藝人員演出機會」為宗旨，團址設於台視演藝中心，曹健擔任團長，范守義擔任總幹事，雷鳴、崔福生、張方霞、吳桓、田文仲擔任團務委員，台視基本演員皆為該團基本演員。
1984年1月7至8日，田文仲主持、台視轉播在臺北市中華體育館舉行的鄧麗君演唱會「十億個掌聲：鄧麗君15周年巡迴演唱會」。楹联专家陈韬观看《十亿个掌声演唱会》光碟片不下十遍，对田文仲字正腔圆、雍容大度与诙谐可亲的主持风格十分欣赏，认为他如一缕醇香秋风环绕舞台，使邓丽君的谈笑与歌声更富魅力；他专门为田文仲创作了一副嵌名对联：“文心妙语藏幽趣，仲韵秋风托丽君。”
1992年中華民國立法委員選舉，田文仲、男歌星葉啟田、男歌星張帝、男演員金超群皆參選，只有葉啟田當選。
2007年2月10日，田文仲主持在天津体育中心举行的“永远的巨星：致敬邓丽君小姐演唱会”；在此之前，2007年1月31日，田文仲在《每日新報》的採訪中回憶鄧麗君「十億個掌聲」演唱會：「可能很多朋友只知道我是主持人，但不知道邓丽君当年演唱会的总策划也是我。那次演出，最初没安排主持人；排练下来，我一看，她一下子唱四、五十首歌太累，我就说：『我帮你开个场，中间跟你聊聊，让你缓口气，再帮你收收尾。』就这样进进出出，我就成了一个串场的。在台上，主持人并不是主角，可以表现自己，但不能盖过别人。能够被内地歌迷接受，我非常荣幸，希望这次继续让大家喜欢。」他又說：「十多年前，我被邀请到北京和别人共同主持亚运会开幕前夜的一台晚会，但要求按照剧本念、不能出差错，我觉得我做不到，所以那件事没成。2000年在天津大礼堂举行的『贺《每日新报》创刊百期京剧名家流派大型演唱会』，是我第一次真正到内地来主持节目；主持戏曲晚会，当时对我来说也是第一次尝试。」
田文仲年輕時是台灣演藝圈光棍代表人物之一，年過40歲才與比他小15歲的臺灣京劇女演員王海波結婚；婚禮在中泰賓館舉辦，《我愛紅娘》全程錄影。
田文仲退休後，與王海波定居美國。2013年，田文仲將戶籍遷入高雄市新興區建華里，在新興區戶政事務所辦理戶籍遷入手續時引發轟動。
2018年12月8日，田文仲與友人合資在高雄市左營區實踐路創立「雨豆田園音樂餐廳」，開幕典禮請來2018年九合一選舉高雄市市長當選人韓國瑜夫人李佳芬剪綵。2021年4月，田文仲在雨豆田園音樂餐廳接受TVBS新聞台專訪，證實罹患聲門癌。

## 演出作品

### 電視劇
| 年份         | 頻道     | 劇名                             | 角色   |
|              | 台視     | 《龍宮貝殼》                     |        |
|              | 台視     | 《山的呼喚》                     |        |
|              | 台視     | 《阿依娜之戀》                   |        |
|              | 台視     | 《一塊銀元》                     |        |
|              | 台視     | 《生命線》                       |        |
|              | 台視     | 《黑馬一號》                     |        |
|              | 台視     | 《碧海情濤》                     |        |
| 1970年       | 台視     | 《藍與黑》                       |        |
| 1971年       | 台視     | 《江湖兒女》                     |        |
| 1972年       | 台視     | 《一八○封鎖線》                  |        |
| 1975年       | 台視     | 《聖劍千秋》                     | 公孫勇 |
| 1975年       | 台視     | 《再生緣》                       | 翁同龢 |
| 1976年       | 三台聯播 | 影集《寒流》                     | 唐拓   |
| 1978年3月8日 | 台視     | 「周三劇場」單元劇《恩怨情天錄》 | 石定山 |
| 1978年       | 台視     | 「周三劇場」單元劇《珍珠》       | 張局長 |
| 1978年       | 台視     | 「周三劇場」單元劇《破曉時分》   | 趙隊長 |
| 1978年       | 台視     | 「周三劇場」單元劇《春記油坊》   | 莊自強 |
| 1978年       | 台視     | 「周三劇場」單元劇《桃花淚》     | 趙仲康 |
| 1978年       | 台視     | 「周三劇場」單元劇《一雙鞋》     |        |
| 1978年       | 台視     | 《大地飛龍》                     | 一盞燈 |
| 1979年       | 台視     | 《奇中奇》                       | 苗方   |
| 1979年       | 台視     | 《金石情》                       | 牛天軍 |
| 1981年       | 台視     | 《江山萬里情》                     |        |
| 1982年       | 台視     | 《巴黎機場》                     | 明     |
| 1984年       | 台視     | 《山歌戀》                       |        |
| 1994年       | 台視     | 《大審判》                       | 彭鵬   |
| 1999年       | 台視     | 《燕雙飛》                       | 展一德 |

### 電影
| 年份   | 片名           | 角色 |
| 1970年 | 《午夜談判》   |      |
| 1971年 | 《隴上春痕》   |      |
| 1971年 | 《雙槍王八妹》 |      |
| 1971年 | 《隱身女俠》   |      |
| 1974年 | 《北京人》     |      |
| 1974年 | 《夜半怪談》   |      |
| 1977年 | 《筧橋英烈傳》 |      |
| 1980年 | 《血濺冷鷹堡》 |      |
| 1980年 | 《大地親情》   |      |
| 1983年 | 《亡命黑名單》 |      |

## 主持作品

### 電視節目
| 播出日期                                                                                                   | 頻道     | 節目類型           | 節目                                                                   | 備註                                                           |
| --- | -------- | ------------------ | ---------------------------------------------------------------------- | -------------------------------------------------------------- |
| | 台視     | 綜藝節目           | 《日正當中》                                                           |                                                                |
| 1985年12月1日開播，已停播                                                                                  | 台視     | 綜藝節目           | 《大單挑》                                                             | 與林愛寶主持，陳希達製作                                       |
| | 台視     | 綜藝節目           | 《田邊俱樂部——周末劇場》                                               | 《五燈獎》最早的前身，與田錦旋並任末期主持人                   |
| | 台視     | 綜藝節目           | 《錦繡年華》                                                           | 與金石、丁曉慧並任第三代主持人                                 |
| | 台視     | 電視交友節目       | 《我愛紅娘》                                                           | 與沈春華並任第一代主持人，與張月麗並任第二代主持人             |
| | 台視     | 益智節目           | 《環遊世界大競賽》                                                     |                                                                |
| | 台視     | 益智節目           | 《大遊戲》                                                             |                                                                |
| 1983年8月15日開播，1984年3月19日停播                                                                       | 台視     | 綜藝節目           | 《合家歡》                                                             | 與陳麗安主持，洪理夫製作，共30集                               |
| 1982年10月                                                                                                 | 台視     | 台灣光復節特別節目 | 《螢海摘星》                                                           | 臺北市中華體育館，與石松、沈雁主持                             |
| 1983年 | 台視     | 特別節目           | 《台灣電視公司楊麗花歌仔戲團答謝觀眾聯歡會》                           | 臺北市中華體育館，台視節目部游國謙製作                         |
| 1984年 | 台視     | 特別節目           | 《四海一家萬眾一心聯歡大會》                                           | 與沈春華、乾德門主持                                           |
| 1984年1月                                                                                                  | 台視     | 特別節目           | 《十億個掌聲：鄧麗君15周年巡迴演唱會》                                 | 臺北市中華體育館                                               |
| 1986年 | 台視     | 特別節目           | 《楊麗花千萬個感謝》                                                   | 臺北市中華體育館，與康弘、黃西田、洪麟主持，楊麗花、江吉雄製作 |
| 1988年 | 台視     | 特別節目           | 《楊麗花向三軍致敬》                                                   | 台視節目部製作                                                 |
| 1985年7月6日至1985年10月19日每週六22:00~23:30首播； 1985年11月21日改至每週四21:30~23:00播出至1986年3月27日 | 台視     | 綜藝節目           | 《綜藝金榜》                                                           | 與托懿芳主持，江吉雄製作                                       |
| | 台視     | 社教節目           | 《救人送愛心》                                                         |                                                                |
| | 台視     | 社教節目           | 《戲曲你我他》                                                         | 與王海波製作及主持                                             |
| 1994年5月1日20:10～22:40                                                                                   | 台視     | 32周年台慶特別節目 | 《台視卅二周年台慶演唱會》                                             | 台視節目部丁琮鈴製作，與鳳飛飛主持                             |
| | 東風衛視 | 電視交友節目       | 《又見紅娘》                                                           | 與陳麗娜主持                                                   |
| 1986年9月6日                                                                                               |          |                    | 《民生報》與中華民國電視學會主辦「風雨送愛心：全國藝人聯合賑災義演會」 | 臺北市中華體育館，與陸小芬同任第六段主持人                     |

### 頒獎典禮

#### 金鐘獎
| 播出日期 | 頻道 | 節目                 | 備註 |
| -------- | ---- | -------------------- | ---- |
| 1984年   | 台視 | 第19屆金鐘獎頒獎典禮 |      |
| 1987年   | 台視 | 第22屆金鐘獎頒獎典禮 |      |

## 廣告
- 明通化學製藥「肝胃能顆粒」（廣告曲〈歌聲滿行囊〉也是《我愛紅娘》主題曲）

## 獎項紀錄

### 電視金鐘獎
| 年份   | 獲提名       | 獎項                       | 結果 |
| ------ | ------------ | -------------------------- | ---- |
| 1984年 | 《我愛紅娘》 | 第19屆金鐘獎綜藝節目主持人 | 獲獎 |
| 1985年 | 《我愛紅娘》 | 第20屆金鐘獎綜藝節目主持人 | 獲獎 |

## 外部連結
- 雨豆田園音樂餐廳的Facebook專頁
- 田文仲在香港影庫上的簡介
- 田文仲在豆瓣上的资料（简体中文）
- 華文影史庫 田文仲 簡介 （页面存档备份，存于）